# Фрутланд Парк (Флорида)
Фрутланд Парк (енгл. Fruitland Park) град је у америчкој савезној држави Флорида. По попису становништва из 2010. у њему је живело 4.078 становника.

## Демографија
Према попису становништва из 2010. у граду је живело 4.078 становника, што је 892 (28,0%) становника више него 2000. године.
| Група             | 2000.         | 2010.         |
| Белци             | 2.790 (87,6%) | 3.234 (79,3%) |
| Афроамериканци    | 228 (7,2%)    | 382 (9,4%)    |
| Азијати           | 42 (1,3%)     | 62 (1,5%)     |
| Хиспаноамериканци | 81 (2,5%)     | 313 (7,7%)    |
| Укупно            | 3.186         | 4.078         |